# Glyphodes doleschalii
Glyphodes doleschalii là một loài bướm đêm trong họ Crambidae.